# اتفاق موثق
الأتفاق الموثق (Deed Under Seal)، هو شكل من أشكال العقود في القانون الأنكليزي، والذي لا يتطلب القانون لأنعقاده ونفاذه أثبات وجود الثمن، أو المقابل.